# روز مورفی
روز مورفی (انگلیسی: Rose Murphy; ۲۸ آوریل ۱۹۱۳ – ۱۶ نوامبر ۱۹۸۹) یک موسیقی‌دان اهل ایالات متحده آمریکا (USA) بود.